# Filmkinder
Filmkinder ist ein Dokumentarfilm des DEFA-Studios für Dokumentarfilme von Petra Tschörtner aus dem Jahr 1985.

## Handlung
Zu Beginn werden Kinder befragt, ob sie sich vorstellen könnten, in einem Film mitzuspielen. Dann erfolgt der Umschnitt auf zwei Kinderdarsteller, die es geschafft haben, eine Hauptrolle in dem DEFA-Spielfilm Weiße Wolke Carolin zu bekommen. Nach einer Szene aus diesem, von Rolf Losansky gedrehten Kinderfilm, kommen die beiden Hauptdarsteller selbst zu Wort. Andreas ist 13 Jahre alt und manchmal kann er sich auch vorstellen, dass seine Filmpartnerin auch im wahren Leben seine Freundin sein könnte. Die Zwölfjährige Constanze ist froh, dass sie mit Andreas diesen Film drehen kann, denn der fetzt, ist immer lustig und sieht auch gut aus, weshalb er ihr gefällt.
Nun verfolgen wir einen Drehtag, der mit dem Eintreffen des Filmstabes am Drehort beginnt. Die Kinder erläutern die einzelnen Vorgänge, wie zum Beispiel das Entladen der Beleuchtungstechnik, und das Einrichten des Filmsets. In dieser Zeit vertreiben sich Andreas und Constanze mit Versteckspielen die Zeit, bis sie geschminkt werden. Die Szene, die heute gedreht wird, spielt auf einem Bootssteg, auf dem sich die beiden Filmkinder Hannes und Carolin näher kommen und dabei in das Wasser fallen. Da der Regisseur nicht ganz zufrieden ist, muss die Szene noch einmal wiederholt werden. Das bedeutet, die Personen und die Kleidung müssen getrocknet werden, was für das Personal eine kleine Herausforderung bedeutet, doch dann ist Herr Losansky zufrieden.
Nachdem das Tagesprogramm geschafft wurde, wird alles wieder eingepackt und es geht mit dem Bus zurück in die Unterkunft, wo sich die Filmkinder vor dem Schlafen noch etwas unterhalten.

## Produktion und Veröffentlichung
Die Dramaturgie lag in den Händen von Jutta Diemert.
Filmkinder wurde auf ORWO-Color gedreht und hatte am 5. April 1985 Premiere.

## Kritik
In der Berliner Zeitung bemerkte Gisela Harkenthal in einem Überblick über die jüngsten Produktionen des DEFA-Dokumentarfilmstudios:

„Kinder hat auch Petra Tschörtner, jüngste Dokumentaristin, befragt, ihre ‚Filmkinder‘ bleiben jedoch weit hinter ihrem Diplomfilm ‚Hinter den Fenstern‘ zurück.“